# Made in HK可替換口罩
Made in HK可替換口罩（即HK Mask）是於2020年初COVID-19肆虐香港期間，由鄺士山博士（英語：Dr. K. Kwong）研發的，可更換濾芯从而重複使用的自製口罩。鄺士山称，他不会对口罩收取专利费，每个口罩滤芯的成本可低至1-2港元。

## 设计
参照外科口罩的原理，口罩主体由内中外三层组成，内、外层棉布套需要每天清洗熨烫，中层是阻隔飞沫的一次性滤芯（滤布），更换中层滤布后马上即可使用。

## 背景
由於新冠肺炎於香港肆虐期間，市民對口罩的需求大增，而口罩供應非常短缺，香港便開始本土製造生產口罩的計劃。然而，因應製造口罩的原材料在全球均難採購，機器製作生產口罩面對極大的困難。因此，鄺士山博士於2020年2月10日開始研究DIY口罩計劃，並嘗試與FOCUS公司研究供應DIY口罩中層濾芯的可行性，及透過「sew on studio裳樂匯坊」協助製作口罩。此計劃的原意是製造以棉布為面料，中層可更換濾芯（即中層物料）的口罩。由於棉布能重複使用及消毒 ，故不必再依賴以無菌室製作口罩，或從全球搜購原材料來製作，因而能於短時間內製成口罩，從而大大提升口罩的供應量。

## 經過
2020年2月12日，HK Mask雛型形成。2月13日，鄺士山博士與FOCUS公司開會，FOCUS同意供應濾芯製造HK MASK。14日，由於香港大學發表研究指出，可以用紙巾或廚房紙來製造，故啟發鄺士山博士以紙巾或廚房紙來作為濾芯。16日，鄺士山博士與義工團隊已製造了一定數量的口罩套，尚差口罩中層的物料。21日，鄺士山博士舉行HK Mask記者發佈會。發佈會後，鄺士山博士於HK Mask及裳樂匯坊專頁公開自製口罩各種尺寸的紙樣及製作教學片，鼓勵公眾自行製作及加以改良，務求令全港人都可以抗疫自救。